# هوسو (منطقة)
هوسو (حرفيا "غرب البحيرة") هي منطقة تقابل مع مقاطعة تشنغتشونغ التاريخية قبل تقسيم كوريا.
وهي الآن إحدى المناطق الإدارية لكوريا الجنوبية. اليوم، المصطلح يشير إلى دايجون، مدينة سيجونغ، مقاطعة تشنغتشونغ الجنوبية و مقاطعة تشنغتشونغ الشمالية. الأشخاص الذين من هذه المنطقة يستخدمون لهجة تشنغتشونغ. الاسم يستخدم غالبا للإشارة إلى أشخاص يسكنون في هذه المنطقة. اليوم تشنغتشونغ هو أكثر تكرار ويستخدم بدلا من هوسو .